# Alchemilla decumbens
Alchemilla decumbens är en rosväxtart som beskrevs av Robert Buser. Alchemilla decumbens ingår i släktet daggkåpor, och familjen rosväxter. Utöver nominatformen finns också underarten A. d. nuda.